# Cinque Ports

Prapor z Cinque Ports

Umístění Cinque Ports a jejich externit.

Konfederace Cinque Ports (čti /sɪŋk pɔːrts/) je historická skupina pobřežních měst v jihovýchodní Anglii – převážně v Kentu a Sussexu, s jedním odlehlým místem (Brightlingsea) v Essexu.
Název pochází ze staré francouzštiny a znamená „pět přístavů“ a odkazuje na původních pět členů (Hastings, New Romney, Hythe, Dover a Sandwich). Na svém vrcholu v pozdním středověku měla konfederace přes 40 členů.
Nyní má celkem 14 členů: pět „hlavních přístavů“, dvě „starobylá města“ a sedm „končetin“.
Konfederace byla původně vytvořena pro vojenské a obchodní účely, ale nyní je zcela ceremoniální. Přístavy leží na východním břehu Lamanšského průlivu, kde je přechod na evropský kontinent nejužší.

## Historie
Když Vilém I. Dobyvatel v roce 1066 ovládl Anglii, z vlastní zkušenosti poměrně snadné možnosti dobytí britských ostrovů si byl vědom zranitelnosti jižního anglického pobřeží. Proto vybral pět přístavů, jimž udělil zvláštní výsady a postavení nezávislé na správě hrabství, kam administrativně spadaly. Přístavy byly zřízeny královskou listinou z roku 1155.
V normanské francouzštině název znamená „pět přístavů“. Byly to:
- Hastings,
- New Romney,
- Hythe,
- Dover,
- Sandwich (město).

Rye, původně součást New Romney, se však poté, co bylo New Romney poškozeno bouřemi a zaneseno bahnem, změnilo na jeden z přístavů Cinque Ports. Romney je nyní vzdáleno na míli od moře a odděleno od něj rozlehlou oblázkovou pláží Dungeness.

## Současný stav
Federace Cinque Ports zahrnuje různá další města na pobřeží. Tato města se nazývají limbs (partneři, otrocký překlad by byl „končetiny“) Cinque Ports.
- Lydd (partner New Romney)
- Folkestone (partner Dover)
- Faversham (partner Dover)
- Margate (partner Dover)
- Deal (partner Sandwich)
- Ramsgate (partner Sandwich)
- Brightlingsea (partner Sandwich)
- Tenterden (partner Rye)

Federaci podporují dvě města, z nichž jedno je Rye a druhé (několik mil od pobřeží) je Winchelsea. Tato města kdysi udržovala milice, které mohly být použity k obraně oblasti.